# Mérindol
 Mérindol  es una población y comuna francesa, en la región de Provenza-Alpes-Costa Azul, departamento de Vaucluse, en el distrito de Apt y cantón de Cadenet.
Está integrada en la Communauté de communes Provence - Luberon - Durance.

## Demografía
| Gráfica de evolución demográfica de Mérindol entre 1793 y |
|                                                           |
| Fuente INSEE - elaboración gráfica de Wikipedia           |

| Gráfica de evolución demográfica de Mérindol entre 1901 y |
|                                                           |
| Fuente INSEE - elaboración gráfica de Wikipedia           |

## Lugares
- Arboretum du Font de l'Orme